# Arrondissement de Cologne

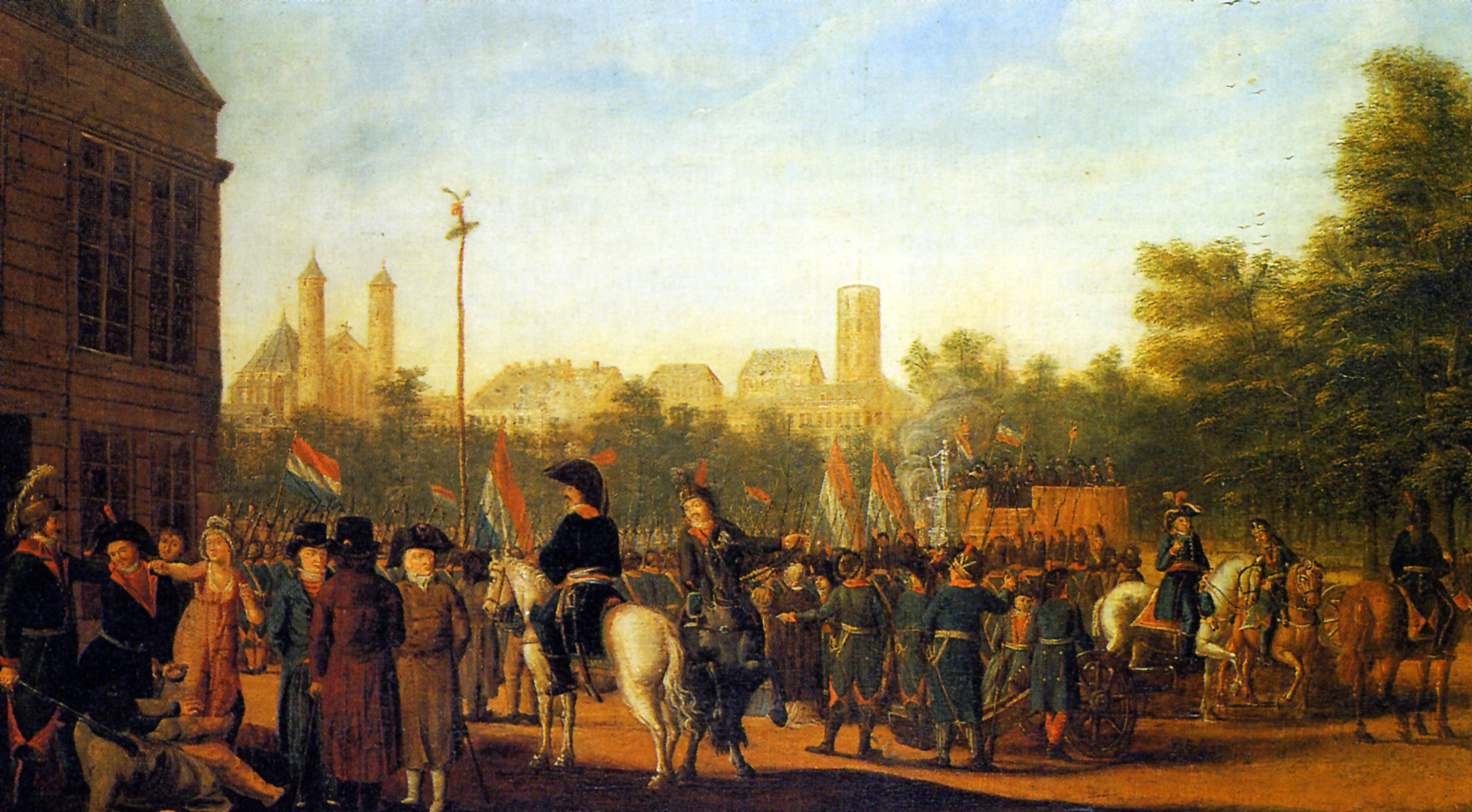
Les Français plantent un arbre de la Liberté à Neumarkt (Cologne) en 1794.

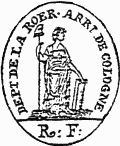
Sceau de l'arrondissement de Cologne.

L'arrondissement de Cologne est une ancienne subdivision administrative française du département de la Roer créée le 17 février 1800 et supprimée le 11 avril 1814.

## Composition
Il comprenait les cantons de Bergheim, Brühl, Cologne (quatre cantons), Dormagen, Elsen, Juliers, Kerpen, Lechenich, Weiden et Zülpich.

## Liens
- « L'almanach impérial pour l'année 1810 - Chapitre X : Organisation administrative »